# جهنم چوسان

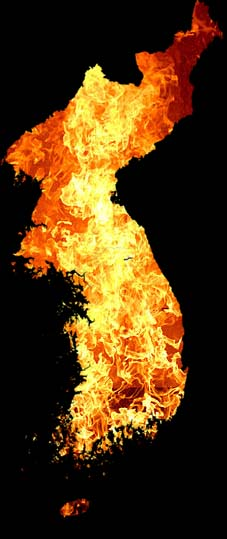
تصویری که مفهوم جهنم چوسان، متشکل از شبه جزیره کره در آتش را می‌رساند.

جهنم چوسان یا جهنم کره (کره‌ای: 헬조선) اصطلاحی تهاجمی در کره جنوبی است که از حدود سال ۲۰۱۵ مورد توجه قرار گرفت. این اصطلاح برای انتقاد به اوضاع اقتصادی اجتماعی کره جنوبی استفاده می‌شود. به علت استرس زیاد و نارضایتی از بی‌کاری در کره جنوبی، این اصطلاح میان جوانان کره‌ای رواج پیدا کرده.

## ریشه‌شناسی
این عبارت، آمیزه‌ای از واژه‌های «جهنم» و «چوسان» است، به این معنی که «کره جنوبی یک جامعه جهنمی و ناامیدکننده‌است». اگرچه این اصطلاح در آغاز در محافل خصوصی اینترنتی استفاده می‌شد، اما سپس به دست رسانه‌های گروهی پذیرفته شد و به کار رفت.

## مفهوم
این عبارت برای بیان مخالفت با سیاست‌های دولت به‌عنوان کمکی به بیکاری جوانان، نابرابری اقتصادی، ساعات توان‌فرسای کاری، ناتوانی در فرار از تنگ‌دستی علی‌رغم کار سخت، جامعه‌ای که به سود منافع شخصی است و عدم عقلانیت عمومی در زندگی روزمره استفاده شد. استفاده از این اصطلاح از طریق وب‌سایت‌های شبکه‌های اجتماعی مانند توییتر و فیس‌بوک همه‌گیر شد و به‌ویژه در بین جوانان در سپتامبر ۲۰۱۵ مورد پسند و کاربرد قرار گرفت. تا سال ۲۰۱۹، این عبارت با اصطلاح جدیدی جایگزین شد، «تال جو»، یک تکواژ چندوجهی شامل «ترک» و «چوسان» که به «فرار از جهنم» ترجمه می‌شود.

## زمینه
یکی از دلایل پذیرفته شده برای توضیح دلیل گسترش پرشتاب عبارت «جهنم چوسان» ایجاد گفتمان اجتماعی و آگاهی افراد نسبت به نابرابری‌های اجتماعی در کره جنوبی است.

### سربازی اجباری
سربازی اجباری در کرهٔ جنوبی برقرار است. مدت زمان خدمت سربازی فعلی برای ارتش و تفنگداران دریایی ۱۸ ماه، برای نیروی دریایی ۲۰ ماه و برای نیروی هوایی ۲۱ ماه است. سربازان وظیفه کره‌ای بیشتر وقت خود را در ارتش می‌گذرانند، جایی که ارتباط آنها با جامعه قطع می‌شود. نابرابری‌های اقتصادی ممکن است در جریان سربازی اجباری تشدید شود، زیرا کسانی که منابع یا ارتباطاتی برای فرار از خدمت اجباری دارند، در معرض خوارسازی‌ها یا سایر سوء استفاده‌ها قرار نخواهند گرفت. این مشکلات منجر به تلاش بسیاری از کره‌ای‌ها برای اجتناب از سربازی اجباری و فرار از خدمت شده. کسانی که ثروتمند یا دارای پارتی هستند، از آن برای گرفتن معافیت یا ترک کره و مهاجرت به کشورهای دیگر استفاده می‌کنند. کره‌ای‌هایی که مهارت انگلیسی صحبت کردن را دارند ممکن است بخواهند درخواست خدمت با سربازان آمریکایی اعزامی در کره، تحت عنوان برنامهٔ کاتوسا، را بدهند، زیرا معتقدند تحت فرماندهی ارتش ایالات متحده با آنها رفتار بهتری خواهد شد. برخی از افرادی که تلاش می‌کنند از سربازی اجباری اجتناب کنند، به متخصصان پزشکی رشوه می‌دهند تا تشخیص‌های جعلی از انواع بیماری را برایشان تجویز کنند تا بتوانند معافیت پزشکی بگیرند.

### الزامات تحصیلی
در کره جنوبی، بسیاری از جوانان در کالج تحصیل می‌کنند، زیرا معتقدند بدون تحصیلات دانشگاهی برای یافتن شغل مشکل خواهند داشت. دلایل این امر عبارت است از فرهنگ سازمانی ریشه‌دار بین دانشگاه‌ها و مؤسسات دانشگاهی یا شهرها. اثرات این فرهنگ سازمانی را می‌توان هنگام مصاحبه برای ورود به محیط کار نیز مشاهده کرد. در صورت مصاحبه با افراد دارای شرایط یکسان، فردی به عنوان نماینده مدرسه و زادگاه همراه مصاحبه‌شونده خواهد بود. این فرهنگ در داخل شرکت‌ها نیز وجود دارد. افرادی که از مدارس خاص نیستند مورد تبعیض قرار می‌گیرند و از فرایند استخدام حذف می‌شوند. این امر باعث نابرابری و نارضایتی مردم می‌شود. در محل استخدام، افرادی از یک مدرسه یا از یک منطقه گرد هم می‌آیند تا یک جناح را تشکیل دهند. از آنجایی که رقابت شدیدی برای مشاغل مطلوب وجود دارد، فشار برای موفقیت و یادگیری در دانشگاه بسیار زیاد است. بسیاری از دانش‌آموزان کره‌ای در برخی از آموزش‌های فوق برنامه، مانند مدارس کرَم با هدف بهبود مهارت در زبان انگلیسی، شرکت می‌کنند.

### تراکم جمعیت بالا
تراکم جمعیت کره ۵۱۹ نفر در کیلومتر مربع است. سئول با تراکمی بسیار بالا در حدود ۱۶۵۹۳ نفر در کیلومتر مربع است. این سطح از جمعیت برای بسیاری نیز باعث فقر فزاینده شده و باعث شده تا رقابت برای نیل به مشاغل مطلوب (مانند مشاغل با امنیت شغلی یا سطح اجتماعی بالا) و فضاهای مطلوب برای سکونت، به سطح بالایی برسد. بابت این شرایط دشوار، برخی امیدهای خود را برای ازدواج و فرزندآوری (که به عنوان نسل سامپو شناخته می‌شوند) از دست داده‌اند، زیرا نمی‌توانند از عهده تأمین مالی تشکیل خانواده برآیند یا می‌خواهند بر زندگی حرفه‌ای خود تمرکز کنند.

### تأثیرات فرهنگی اصطلاح
در سال ۲۰۱۵، یک فیلم در کره جنوبی به نام جهنم چوسان بر روی پرده سینماهای سراسر کشور رفت. در ۳ سپتامبر ۲۰۱۵، DC Inside گالری جهنم چوسان را افتتاح کرد. از سپتامبر ۲۰۱۵، استفاده از این عبارت به‌طور قابل توجهی در فضای مجازی افزایش یافت. علاوه بر این، کاربران در DC Inside می‌توانند شکایات جوانان مورد ظلم واقع شده را بیان کنند. چندین فیلم دیگر پیرامون این وضعیت که شاید برجسته‌ترین آنها انگل باشد، نابرابری‌های اجتماعی در کره جنوبی را به تصویر کشیده‌اند.

## انتقاد
منتقدان (مانند هیل جوسون) انتقاد می‌کنند و پیرامون این اصطلاح می‌گویند «آن مرد سربار، که دست به هیچ کاری نمی‌زند، راوی داستان جهنم چوسان است». یا به منظور بهتر: «جهنم چوسان، تنها در دل کره‌ای های تنبل است.» همچنین اشاره می‌شود که خود این عبارت ناشی از نارضایتی از نابرابری یا پوچی جامعه است(که طبیعی است.)؛ اما از آنجایی خود مشکل آفرین می‌شود که افراد عملاً هیچ گونه مطالبه سیاسی برای بهبود وضعیت را ندارند. یعنی مردم معترض هیچ تلاشی برای رهایی از این «جهنم چوسان» نمی‌کنند. لی ار یانگ می‌گوید: «شرایط اشتغال و نابرابری کنونی یک پدیده جهانی است. که نتیجه توسعه فناوری اطلاعات است».
پارک گئون هی، رئیس‌جمهور سابق کره جنوبی، که اکنون در حال گذراندن حکم ۲۴ سال زندان است گفت: « تعداد فزاینده‌ای از عبارات و اصطلاحات نوظهور ایجاد شده‌اند که تاریخ بزرگ مدرن ما را انکار می‌کنند و کشور ما را که به عنوان مکانی برای زندگی مورد حسادت سایرین قرار دارد، هدف تحقیر قرار می‌دهد.» وی به عنوان انتقادی بر عبارت «جهنم چوسان» افزود: «خود خوارپنداری، بدبینی، بی‌اعتمادی و نفرت، هرگز نمی‌تواند نیروی محرکه تغییر و توسعه باشد». با این حال، برخی استدلال کردند که دولت پارک باید به این فکر کند که چرا عبارت «جهنم چوسان» زاده شده‌است؛ زیرا این اصطلاح در دوران ریاست جمهوری او ابداع شد.
در ژانویه ۲۰۱۹، کیم هیون چول مشاور اقتصادی رئیس‌جمهور مون جه-این پس از برانگیختن خشم عمومی برای گفتن این جمله که: "فارغ التحصیلان جوان و بیکار کره‌ای زبان که نمی‌توانند در کره شغلی پیدا کنند، باید از شعار «جهنم چوسان» دست بردارند و به آسیای جنوب شرقی بروند تا معلم زبان کره‌ای شوند" استعفا داد.